# Picot negre de l'Equador
El picot negre de l'Equador (Dryocopus lineatus fuscipennis) és una espècie d'ocell de la família dels pícids (Picidae) que habita boscos oberts i clarianes a les terres baixes del Brasil oriental. El Congrés Ornitològic Internacional versió 13.2, 2023, el considera una subespècie del picot negre llistat.